# Sjoestedtacris roseifemorata
Sjoestedtacris roseifemorata är en insektsart som beskrevs av Baehr 1992. Sjoestedtacris roseifemorata ingår i släktet Sjoestedtacris och familjen gräshoppor. Inga underarter finns listade i Catalogue of Life.